# Saison 2 de Scream
Chronologie
Saison 1 Saison 3 : Resurrection
Cet article présente les quatorze épisodes de la deuxième saison de la série télévisée américaine Scream.

## Synopsis
Emma Duval fait son retour à Lakewood après quelque temps d'absence à la suite des horribles événements survenus en ville à cause de la vengeance de Piper Shaw. Mais alors que la jeune fille et ses amis pensaient qu'ils pouvaient enfin passer à autre chose, de nouveaux meurtres sont commis. Il semblerait que Piper avait un complice et que ce dernier est prêt à tout pour finir le plan.

## Diffusions
- Aux États-Unis, les douze premiers épisodes furent diffusés entre le 30 mai 2016 et 16 août 2016 sur MTV. Les deux derniers épisodes, formant un spécial pour la fête d'Halloween, furent diffusés à la suite le 18 octobre 2016.
- C'est la dernière saison de la série diffusée sur MTV, la diffusion s'étant ensuite poursuivie sur VH1 avec une nouvelle histoire et de nouveaux personnages à la suite de son passage au format anthologique.
- Au Canada et dans les pays francophones, chaque épisode de la saison était disponible sur le service Netflix quelques heures après la diffusion américaine pour une diffusion entre le 31 mai 2016 et le 19 octobre 2016.

## Distribution

### Acteurs principaux
- Willa Fitzgerald (VFB : Helena Coppejans) : Emma Duval
- Bex Taylor-Klaus (VFB : Violette Pallaro) : Audrey Jensen
- John Karna (VFB : Emmanuel Dekoninck) : Noah Foster
- Amadeus Serafini (VFB : Maxime Van Santfoort) : Kieran Wilcox
- Carlson Young (VFB : Marcha Van Boven) : Brooke Maddox
- Kiana Ledé (VFB : Mélissa Windal) : Zoë Vaughn
- Santiago Segura (VFB : Olivier Prémel) : Gustavo Acosta
- Tracy Middendorf (VFB : Véronique Biefnot) : Margaret « Maggie / Daisy » Duval

### Acteurs récurrents
- Mike Vaughn (fi) (VFB : Bruno Mullenaerts, Raphaël Anciaux et Tony Beck[1]) : Ghostface
- Tom Maden (VFB : Antoni Lo Presti) : Jake Fitzgerald
- Bobby Campo (VFB : Grégory Praet) : Seth Branson
- Bryan Batt (VFB : Jean-Marc Delhausse) : maire Quinn Maddox
- Tom Everett Scott (VFB : Alain Eloy) : Kevin Duval
- Anthony Ruivivar (VFB : Simon Duprez) : shérif Miguel Acosta
- Austin Highsmith (VFB : Sophie Landresse) : Kristin Lang
- Sean Grandillo (en) (VFB : Alexis Flamant) : Eli Hudson
- Karina Logue (VFB : Manuela Servais) : Tina Hudson
- Mary Katherine Duhon (VFB : Marie De Potter) : Haley Meyers
- Chase McCleery Bouchie (VFB : Maxym Anciaux) : Eddie Hayes
- Alexander Calvert (VFB : Maxime Donnay) : Tom Martin / Alex Whitten
- Alex Esola (VFB : Eddy Mathieu) : Jeremy Blair
- Zena Grey (VFB : Sophie Pyronnet) : Gina McLane
- Lindsay LaVanchy (VFB : Delphine Chauvier) : Billie Field

### Invités
- Amelia Rose Blaire : Piper Shaw (épisodes 2, 9 et 10)
- Lele Pons : Leah (épisode 1)
- Sosie Bacon (VFB : Marie du Bled) : Rachel Murray (épisode 4)

## Liste des épisodes

### Épisode 1:Souviens-toi l'été dernier
- États-Unis : 30 mai 2016 sur MTV
- reste du  : 31 mai 2016 sur Netflix

- États-Unis : 402 000 téléspectateurs[2] (première diffusion)

- Lele Pons : Leah

Trois mois se sont écoulés depuis la tuerie de Lakewood qui a coûté la vie à huit des habitants de la petite ville. Emma revient à Lakewood après avoir suivi une thérapie à la suite du stress post-traumatique provoqué par sa confrontation avec Piper Shaw.
Pour fêter son retour, ses amis survivants Audrey, Noah, Brooke, Jake et son petit ami Kieran organisent une soirée de retrouvailles. Cette fête se déroule peu de temps après que Audrey ait poignardé un élève du G.W High School qui cherchait à l'humilier en direct sur un site de streaming en l'effrayant avec le masque de Brandon James. Après la fête, Audrey reçoit un appel menaçant d'une personne utilisant l'application pour modifier sa voix que Piper utilisait.
De leur côté, Brooke et Jake rompent après le refus de Brooke de parler de leur relation à son père, le maire Quinn Madox, qui a depuis réglé ses problèmes judiciaires. Désireux de prouver qu'il est prêt à tout pour elle, Jake se rend dans une zone désaffectée afin de réaliser un travail mais est piégé par une personne portant le costume de Piper avant d'être assommé.
Le lendemain, Emma fait la connaissance de Kristin Lang, nouveau professeur d'art dramatique depuis le renvoi de Seth Branson ainsi que Gustavo Acosta, fils du nouveau Shérif de Lakewood Miguel Acosta. Elle retrouve également Zoë Williams, avec qui elle décide de se mettre pour un travail pour ne pas avoir à subir le regard soucieux de ses amis. Elle rêve également d'une grange où elle joue avec des tripes de porc.
Noah a entre-temps repris le podcast de Piper Shaw, où leur groupe d'amis, qu'il a nommé les Six de Lakewood, donne leur ressenti après avoir survécu à la folie meurtrière de Piper. Emma, afin de se libérer de ses peurs, décide de donner elle aussi son opinion. Noah lui confie également qu'il pense que Piper avait un complice pour l'aider dans ses meurtres et qu'il est à sa recherche. Emma reconnait, parmi les photos du tableau de Noah, la grange qu'elle voit en rêve, qui appartenait d'après Noah à Troy James, frère aîné de Brandon mais qu'elle est inhabitée depuis plusieurs années. Emma décide d'y aller avec Brooke, qui s'inquiète de n'avoir aucune nouvelle de Jake depuis la veille.
Pendant ce temps, le nouveau tueur, après avoir laissé Jake enfermé dans une grange, la jambe coincé dans un piège à loup, revient sur les lieux au moment où Jake parvient à briser la chaîne bloquant la porte. Il est ensuite suspendu par les pieds et éventré avec une faux en tentant malgré tout de se défendre avec une faucille.

### Épisode 2:Psychopathe
- États-Unis : 6 juin 2016 sur MTV
- reste du  : 7 juin 2016 sur Netflix

- États-Unis : 496 000 téléspectateurs[3] (première diffusion)

- Amelia Rose Blair : Piper Shaw

Emma et Brooke fuient la maison et rentrent chez elles. Emma retourne avec sa mère dans la demeure et découvre que les photos ont disparu. Persuadée d'une hallucination, elle finit par aller voir Kieran qui tente de la rassurer. Au lycée, le groupe s'interroge sur l'absence de Jake, ignorant qu'il est mort. Audrey, sur les nerfs, agresse Haley qu'elle pense responsable des messages reçus sur son portable d'un prétendu nouveau tueur. Noah enquête sur le complice de Piper et interroge Eddie, le gérant du motel Crescent Palms qui révèle que Piper séjournait ici de temps en temps.

### Épisode 3:Le Cadeau
- États-Unis : 13 juin 2016 sur MTV
- reste du  : 14 juin 2016 sur Netflix

- États-Unis : 348 000 téléspectateurs[4] (première diffusion)

L’épisode débute par la découverte du cadavre de Jake par Audrey alors que celle-ci se rend par effraction dans le box recelant les effets de Piper.
Sur le cadavre, Audrey découvre ce message, laissé par le tueur : "Tu vois, je termine le boulot pour toi, Audrey !'
Audrey, choquée par sa découverte, reçoit l'appel du tueur qui joue avec ses nerfs et la nomme "Partenaire", en référence aux lettres qu'Audrey a échangé avec Piper.
Pendant ce temps, Emma parle à sa mère du retour de son père, Kevin. Le lendemain, elle se confie à Audrey qui émet quelques soupçons quant à son retour, ce qui froisse Emma. Au terme de la discussion, Noah débarque et emmène Audrey visiter le box où sont entreposées les affaires de Piper.
Emma retrouve son père qui se confond en excuses, lui parle des traumatismes de leurs passés respectifs et du fait que la mère d'Emma ne souhaitait pas qu'il revienne dans la vie de sa fille. Kevin ne donne aucune explication quant aux raisons de son absence.
Noah et Audrey arrivent au box et découvrent qu'il a été visité et vidé de son contenu. Noah en déduit que quelqu'un cherche à éliminer des preuves compromettantes. Une caméra filme le box. Noah s'en empare, espérant découvrir des images révélatrices.
Brooke se prépare sans grand enthousiasme pour le Gala de bienfaisance et laisse un message inquiet et rageur à Jake. Elle sympathise avec Zoë et rembarre Gustavo, le fils du Shérif.
Emma se confie à Kieran au sujet de son père et fait plus ample connaissance avec Eli Hudson, le cousin de Kieran, qui fait ses premiers pas au lycée et semble égaré. Emma se propose de le guider.
Noah tente de télécharger le contenu de la caméra, ce qui provoque une grande tension chez Audrey qui craint que son secret ne soit découvert. Elle s'apprête à commettre l'irréparable mais le disque dur de la caméra se révèle vide.
Audrey quitte précipitamment Noah et reçoit un SMS du tueur qui lui dit qu'il couvre ses arrières, les liant par un pacte morbide.
Kevin rend visite à son ex-femme et explique son retour par une série de messages qu'il a reçu de Riley Marra, alors que celle-ci a été assassinée par Piper.
Au théâtre, Brooke reçoit un appel de Mr Branson qui lui avoue qu'elle lui manque. Elle le rembarre.
Brooke se confie à ses amies dans les toilettes du Lycée tandis qu'Emma et Audrey entrent en conflit en évoquant le retour du père de la première.
Maggie et Kevin vont voir le Shérif Acosta qui accepte d'ouvrir une enquête au sujet des messages en se référant à un contact au FBI.
Emma reçoit un message de son père l'invitant à le rejoindre à son motel, le Crescent Palms, en lui proposant de lui apporter des réponses.
Eddie, le réceptionniste du motel, qui s'était confié à Noah, livre une bouteille de vin et un ouvre-bouteille dans la chambre du père d'Emma. Le tueur l'attend, ayant recouvert la chambre de sacs plastiques afin de couvrir ses traces. Il l’assomme avec la bouteille et le poignarde à plusieurs reprises avec l'ouvre-bouteille, dont un coup mortel dans la carotide.
Audrey reçoit un appel du tueur l'obligeant à se rendre au Crescent Palms.
Noah s'impatiente devant le cinéma où doivent le rejoindre ses amis. Il rencontre Gustavo qui le met en garde sur la recherche de l'identité du tueur, la recherche de la vérité pourrait conduire à la mort.
Sur cet entrefaite, Brooke et Zoë les rejoignent et Brooke joue les entremetteuses, Zoë lui ayant avoué son penchant pour Noah. A l'intérieur, ils découvrent qu'Audrey censée les faire entrer en douce, n'est pas présente, ce qui ne cesse d'intriguer Noah.
Brooke fait une mauvaise rencontre en la personne de Seth Branson.
Emma se rend au Crescent Palms et pénètre dans la chambre de son père. Elle découvre des articles sur la tragédie de Lakewood, ce qui la trouble.
Audrey reçoit un appel de Noah qui l’interroge sur son absence. Elle tente de le rassurer et raccroche sèchement.
Elle reçoit également un appel du tueur, lui montrant Emma de dos, ce qui indique que le tueur se trouve dans la chambre de Kevin. Audrey tente vainement de prévenir Emma. Elle appelle les services du Shérif, arguant d'une urgence.
Emma, intriguée par des bruits de dispute à l'extérieur, quitte précipitamment le motel et tombe sur son père, saoul, en train de se battre. Kevin se confond de nouveau en excuses, expliquant sa conduite par les traumatismes du passé.
Emma comprend aussi qu'il s'apprête à quitter Lakewood et à l'abandonner de nouveau. La police interroge Kevin au sujet de la bagarre.

### Épisode 4:Joyeux anniversaire à moi
- États-Unis : 20 juin 2016 sur MTV
- reste du  : 21 juin 2016 sur Netflix

- États-Unis : 271 000 téléspectateurs[5] (première diffusion)

- Sosie Bacon : Rachel Murray

L'épisode s'ouvre sur Audrey enterrant l'ouvre-bouteille. Pendant ce temps, Kieran et Emma s'enlacent tendrement lorsque la jeune femme distingue une ombre. Kieran se relève et il est poignardé par le tueur.
Emma se réveille. Ce n'était qu'un cauchemar. Au petit matin, elle consigne son rêve dans un journal prévu à cet effet. De son côté, Audrey est réveillée par le tueur qui lui a laissé un cadeau.
Emma envoie un message à Kieran pour son anniversaire. Elle entend ses parents se disputer car son père désire rattraper le temps perdu, mais Maggie s'y oppose. Emma quitte le domicile en demandant à ses parents de la laisser en paix.
Au même moment, Kieran et Eli font une mise au point au sujet du fait que le dernier n'est pas rentré de la nuit.
Quinn Maddox échange avec Brooke au sujet de la cérémonie du Gala de bienfaisance et notamment des craintes que le maire dit avoir au sujet de la liaison entre sa fille et Jake. Brooke lui annonce qu'ils ont rompu, à la grande satisfaction du maire.
Cependant, Brooke ne peut s'empêcher d'envoyer un texto à Jake lui réclamant des nouvelles. Jake lui répond, lui demandant de l'implorer, ce que refuse Brooke.
Jake renvoie un deuxième message lui affirmant qu'elle aura des nouvelles de lui le lendemain.
Au café, Emma rencontre Eli qui postule à un job de serveur. Celui-ci la convainc d'organiser une fête pour l'anniversaire de Kieran. Emma propose d'organiser l'événement chez elle, en l'absence de sa mère.
À la bibliothèque du lycée, les filles (Emma, Brooke et Audrey) révisent. Audrey reçoit un mystérieux texto. Elle surprend Stavo en train de l'observer. Elle le prend en photo et dit aux filles qu'elle le trouve bizarre.
Audrey se rend aux toilettes tandis qu'Emma et Brooke parlent de la soirée en l'honneur de Kieran.
L'alarme incendie se déclenche. Tout le monde s'empresse d'évacuer la bibliothèque. On découvre alors qu'Audrey n'est pas sortie et qu'il semble que ce soit elle qui est déclenchée l'alarme.
Elle visionne la tablette de Stavo et tombe sur des dessins qu'il a réalisé des "Six de Lakewood" dont un morbide, d'Emma.
Quinn Maddox se rend chez le shérif et lui demande de retrouver Jake. Acosta lui dit qu'il a des choses plus urgentes à traiter mais le maire lui demande de faire ce geste en remerciement de l'avoir nommé Shérif.
Noah tente maladroitement d'inviter Zoë à la fête d'Emma et Brooke rectifie le tir. Emma insiste auprès de Kieran pour fêter son anniversaire. Lorsque celui-ci s'éloigne, elle s'engouffre dans la voiture d'Eli.
Noah et Audrey se préparent pour la fête et échangent leurs impressions sur Stavo. Le shérif se rend au lycée pour comprendre pourquoi Jake ne donne plus signe de vie puis, se rend chez lui pour tenter de lui parler, sans succès.
Alors qu'Emma et Eli préparent la soirée et se rapprochent, Brooke débarque, une bouteille de Tequila à la main. Emma lui signifie que c'était inutile mais Brooke explique l'avoir découverte sur le pas de la porte. Ils découvrent une carte avec un mot de Jake, ce qui dépite encore plus Brooke.
Emma prétexte avoir oublié les gobelets et demande à Eli d'aller les chercher. Elle confie à son amie le moment troublant qui s'est déroulé précédemment. Elles sont interrompues par le jeune homme.
Un peu plus tard, les invités arrivent et la fête bat son plein. Emma découvre que Zoë et Noah sortent ensemble et Audrey fait le guet, attendant Kieran.
Celui-ci arrive et à son arrivée, tous l'acclament. Kieran semble contrarié et Emma lui explique que l'idée de la soirée vient d'Eli.
Tous ont trinqué avec un Shooter de Tequila, censé avoir été déposé par Jake et servi par Stavo. D'ailleurs, la présence de ce dernier indispose Audrey. Peu après, les invités sont tous malades et se mettent à vomir.
Stavo explique à la bande qu'une drogue est à l'origine des nausées et que bientôt, ils vont se mettre à avoir des hallucinations, révélant en eux ce qui est tapi dans l'ombre, leurs secrets les plus intimes.
Brooke commence à avoir des hallucinations. Stavo la maintient et lui conseille de s'allonger.
Emma, Kieran et Eli ont une conversation sur le fait qu'Eli leur ait menti. Kieran fait un malaise. Emma et Eli l'emmènent dans sa chambre.
Stavo fait un massage des pieds à Brooke pour tenter de la calmer. Celle-ci est en plein bad-trip. Elle voit Jake en rêve et panique, s'enfuyant de la chambre.
Emma s’interroge au sujet d'Eli, tandis que Kieran s'endort.
Audrey demande à Zoë où est Emma mais l'image de cette dernière s'efface, révélant Rachel. Rachel rassure Audrey et l'embrasse.
Le retour à la réalité révèle en fait que c'est Noah qui embrasse Audrey. Noah se confond en excuses auprès de Zoë mais celle-ci l'embrasse à son tour, puis embrasse Audrey.
Emma qui avait sombré dans les vapes, se réveille. La fillette qu'elle était l'interpelle et lui dit qu'il faut qu'elle lui montre quelque chose. Emma la suit dans les bois et des images de son enfance rejaillissent.
À cet instant, elle se retourne et voit le tueur qui l'observe. Emma tente de se convaincre que la situation n'est pas réelle tandis que le tueur se met à courir dans sa direction. Elle ferme les yeux et le tueur a disparu.
Enfin, c'est ce qu'elle croit car celui-ci manque de la poignarder. Emma s'enfuit et tombe dans les bras de son père. Emma s’interroge sur la présence de Kevin, au moment précis où le tueur a disparu.
Le Shérif interroge la bande au sujet de la soirée. Emma explique que le tueur a failli la tuer, ce qui fait naître des suspicions chez le policier. Chacun y va de sa théorie. Seule Audrey semble croire Emma.
Le Shérif lui demande si elle connait l'identité du tueur et Audrey insiste pour qu'il demande à son fils pourquoi il a réalisé le portrait ensanglanté d'Emma.
Emma discute avec Kevin. Celui-ci lui remet une photo où on les voit ensemble. Kevin argue qu'il n'a pas toujours été un mauvais père et annonce à Emma qu'il va s'éloigner de Lakewood quelque temps afin d'entamer une thérapie, ce que semble approuver la jeune fille.
Maggie arrive sur ces entrefaites et se pose également des questions quant à la présence de Kevin dans les bois. Cependant, elle ne va pas au bout de ses pensées.
Acosta a une conversation avec son fils. Il semble disposé à croire que Stavo n'est pas impliqué dans les derniers événements et lui demande de sortir les poubelles. Il en profite pour parcourir les dessins et découvre le masque du tueur dans une boîte. Son téléphone sonne et le policier annonce aux parents de Jake que leur fils a disparu.
Kieran fait part de ses inquiétudes à Emma.
Noah retrouve Audrey sur le parking du lycée. Il parait gêné par ce qui s'est passé la veille. Audrey prend ses distances et Noah va voir Zoë mais celle-ci pense que le garçon agit par dépit et qu'il est en fait attiré par Audrey. Elle refuse donc de sortir avec lui.
Au théâtre, Brooke s'excuse de son comportement auprès de Stavo. Il lui propose de sortir ensemble, ce que Brooke accepte. Eli s'excuse également auprès d'Emma pour ses mensonges. Il dit la croire au sujet du tueur, ce qui ne rassure pas la jeune fille, car pour elle un nouveau tueur rôde et cela fait écho à son pire cauchemar.
Au théâtre, les 5 finalistes du concours « Dame du Lac » sont nommées dont Zoë et Brooke. Brooke se place au centre. Alors que la tenture se déploie, Brooke est littéralement aspergée de sang, faisant écho à « Carrie » de Stephen King.

### Épisode 5:La mort frappe à nouveau
- États-Unis : 28 juin 2016 sur MTV[6]
- reste du  : 29 juin 2016 sur Netflix

- États-Unis : 446 000 téléspectateurs[7] (première diffusion)

Alors que la mort de Jake choque Lakewood, George Washington High est mis en confinement par le shérif Acosta.
Emma et Audrey tentent de réconforter Brooke. L'adjoint Dwayne emmène Emma afin qu'elle soit auditionnée.
Noah accepte de se confier au policier : Le jeune homme est persuadé que le complice de Piper s'évertue à poursuivre les meurtres.
Emma se réfugie auprès de Kieran. Audrey est restée auprès de Brooke. Brooke lui montre les textos que Jake lui a envoyés. Audrey émet l’hypothèse que c'est l’œuvre du tueur. Elle envoie un SMS rageur au tueur : "Tu iras en enfer !"
Noah regagne la bibliothèque après son audition. Il se tourne vers Zoë qui feint de l'ignorer. Emma le réconforte et Eli cherche à connaître le contenu de l'audition.
Emma reçoit un texto. Elle pense qu'il s'agit de sa mère, lui apportant des nouvelles. Elle prend son portable mais étrangement, il n'affiche rien. C'est alors qu'elle découvre dans son sac un second portable affichant le message d'Audrey. Il s'agit du portable censé appartenir à Jake.
Noah, Kieran, Eli et Stavo discutent de l'hypothèse d'un second tueur et en déduisent que leur confinement est lié au fait que la police soupçonne l'un d'entre eux d'être l'assassin.
Le shérif interroge Haley Myers tandis que Kieran et Emma montrent à Audrey le portable de Jake. Emma veut en informer les autorités mais Audrey lui déconseille de le faire car pour elle, le tueur joue à un jeu macabre.
Le maire Maddox se précipite au chevet de sa fille.
Noah va voir Zoë lui demandant d'arrêter de l'ignorer. Cependant, Zoë n'est pas enclin à parler des événements de la veille, pas plus que de la mort de Jake. Mais finalement, elle dit à Noah qu'elle est là s'il a besoin de parler à quelqu'un. Noah lui confie sa théorie au sujet d'un second tueur et Zoë en profite pour analyser la psychologie de Noah, ce qui perturbe le garçon car elle touche une corde sensible.
Haley, à la sortie de son audition, découvre que les policiers sont en train de fouiller les casiers des étudiants. Les autres ne tardent pas à en être informés, ce qui gêne Kieran qui révèle avoir besoin de récupérer quelque chose dans le sien. Noah se propose de l'accompagner et de faire le guet tandis que Zoë et Audrey rusent pour éloigner l'adjointe chargée de les surveiller.
Kieran et Noah se faufilent jusqu'aux casiers. Alors qu'il prend son sac, Kieran est appréhendé par l'adjoint Dwayne qui en ressort une arme, ce qui laisse pantois Noah.
Face à Acosta, Kieran ne se démonte pas. Il reconnaît que l'arme était à son père et qu'il voulait s'en servir pour se protéger et protéger ses amis. Le policier tente de l'amadouer mais cela ne fonctionne pas. Il lui demande donc d'être son informateur en échange de son silence car s'il refuse de coopérer, Kieran risque le renvoi pour possession illégale d'arme dans l'enceinte du lycée.
Eli conseille à Emma de se débarrasser du portable de Jake en effaçant ses traces. Celle-ci reçoit un appel de Noah qui l'informe que Kieran a été arrêté. Noah voit passer Acosta, Dwayne et Kieran. Il soupçonne quelque chose.
Au moment où Emma s’apprête à remettre le téléphone à Eli, Acosta s'interpose et l'emmène pour l'auditionner. Il en profite pour récupérer le portable. Eli pense que Kieran a dénoncé Emma. Audrey nourrit des soupçons au sujet de Stavo.
Acosta échange avec Emma. Il évoque le traumatisme qu'Emma a vécu et la considère comme une victime. Il la laisse partir au grand étonnement de Dwayne. Le policier lui confie qu'il s'agit d'une stratégie pour la mettre en confiance et ainsi mieux découvrir l'identité du tueur.
Maddox va voir le shérif et lui dit qu'il souhaite emmener Brooke. Acosta refuse car il a encore des questions à lui poser.
À la bibliothèque, la tension monte. D'abord entre Kieran et Eli puis entre Haley et Emma. Haley insulte Emma, et la rend responsable de cette nouvelle tragédie. Emma la gifle. Haley se jette alors sur elle. La police s'interpose et fait évacuer Emma.
Acosta auditionne Brooke en présence de son père. Brooke révèle que Jake avait un problème avec Quinn Maddox et elle suppose que le véritable coupable est Seth Branson qui n'a jamais cessé de la harceler.
Mlle Lang tente de calmer Emma et l'emmène dans son bureau afin qu'elle puisse se reposer. Elle l'enferme à clé.
Audrey échange au téléphone avec Noah, qui est toujours dans le couloir. Audrey se confie sur le ressentiment qu'elle éprouve envers Stavo mais Noah ne veut pas lui accorder de crédit. Audrey découvre que les alarmes de secours ont été désactivées, ce qui permettrait à son ami de faire le tour et de regagner l'étude sans être vu.
Maggie termine son autopsie de la scène et enveloppe le cadavre de Jake. Brooke la rejoint et tente d'obtenir des réponses. Elle s'effondre dans les bras de Maggie sous le regard du shérif.
Emma reçoit un appel du tueur qui tente de pénétrer dans le bureau. L'héroïne ne se laisse pas faire et s'empare d'une chaise afin de briser la fenêtre mais le tueur a disparu. En sortant, Emma se blesse et crie au tueur qu'elle refuse d'entrer dans son jeu.
Acosta retire l'enquête à Maggie au motif que celle-ci est trop impliquée émotionnellement. Il arrive à avoir accès aux données du portable de Jake et tombe sur les échanges de messages entre Quinn Maddox et Jake.
Audrey surveille Stavo quand Noah surgit. Audrey réitère ses soupçons et Noah avoue à Audrey qu'il s'inquiète pour elle. En effet, Audrey se contredit à plusieurs reprises, ce qui intrigue le garçon. Elle se met en tête de découvrir ce que dessine Stavo et s'empare de sa tablette, révélant à tous les dessins qu'il a réalisé de la bande de Lakewood et notamment la mise en scène de leur mort.
Stavo dit travailler sur un comic book mais cela déchaîne la colère des étudiants qui cassent la tablette et se mettent à le rouer de coups. Son père sépare les antagonistes et découvre son fils en sang. Emma pénètre dans la pièce au même instant, le bras et la main en sang.
Mlle Lang et Acosta se font du souci pour Emma qui les rassure. Emma demande à Kieran de lui faire davantage confiance. Audrey tente de s’excuser auprès de Stavo en promettant de lui rembourser sa tablette. Il lui conseille de ne pas s'approcher d'elle. Noah subtilise le portable d'Audrey.
La dernière scène révèle Brooke avançant dans la piscine et plongeant dans l'eau. On la voit se prendre la tête entre les mains, crier et pleurer.

### Épisode 6:Le Chant du diable
- États-Unis : 5 juillet 2016 sur MTV
- reste du  : 6 juillet 2016 sur Netflix

- États-Unis : 445 000 téléspectateurs[8] (première diffusion)

L'épisode s'ouvre sur le podcast de Noah en écho à la mort de Jake. Emma reçoit un appel du tueur qui joue avec ses nerfs.
Kieran souhaite prendre des nouvelles de son amie mais Maggie lui demande d'être patient. Cependant, Emma l'incite à entrer et les jeunes gens échangent sur ce qui s'est passé la veille.
De son côté, Noah contemple son tableau des suspects quand arrive Emma. Il tente bien que mal de le lui cacher mais Emma veut savoir ce que Noah a trouvé. Elle est stupéfaite de constater que le jeune homme soupçonne Audrey. Elle n'en revient pas et lui demande d'enlever la photo de cette dernière sauf s'il possède des preuves solides.
Emma rejoint Brooke à son domicile. Elles évoquent la mort de Jake. Brooke est convaincue que le tueur est Seth Branson. Alors qu'elle raccompagne son amie, Brooke surprend une conversation entre son père et le shérif. Ce dernier affirme que Branson est clean et Maddox s'enquiert du portable de Jake. Acosta ne lui révèle pas ce qu'il a découvert.
Noah suit Audrey et celle-ci le repère. Il tente de détourner l'attention de la jeune fille et glisse son portable dans son sac. Noah rejoint Emma. Ils envoient un texto à Eddie, le régent du motel "Crescent Palms" afin de savoir si Audrey, dont ils lui communiquent la photo, est la complice de Piper. Eddie propose à Noah, de le voir à la fête foraine.
La tante de Jake patiente dans un bar quand débarque le maire. Ils font connaissance. De son côté, Brooke demande à Stavo de s'introduire dans le bureau de son père et de découvrir des indices sur Seth Branson.
Kieran rencontre le shérif. Acosta lui suggère d'être coopératif et lui dit que s'il l'avait été avant, son père serait encore en vie, ce qui met en rage le garçon. Stavo découvre que Branson sort avec Mlle Lang.
Audrey se rend chez un opérateur pour acheter un portable mais au moment où elle s'apprête à payer, elle retrouve son mobile qu'elle pensait perdu.
Emma et Noah peaufinent les détails de leur rencontre avec Eddie mais Maggie défend à Emma de sortir.
Audrey et Stavo se soupçonnent mutuellement. Brooke joue la comédie afin de soutirer des informations à Mlle Lang. Elle lui révèle sa relation avec Branson. De retour à sa voiture, Lang tente de joindre Seth mais tombe sur son répondeur.
En effet, il est en conversation avec Brooke qui lui propose un rendez-vous. Maddox invite la tante de Kieran chez lui. Il lui fait une proposition.
Emma sort quand même malgré l'injonction de sa mère mais réalise qu'un de ses pneus est crevé. Elle tente de joindre Noah, sans succès. Noah, de son côté, envoie un texto à Emma mais n'a pas de réseau. Il entre dans le parc d'attractions et cherche Eddie. Il se retrouve devant la maison de l'horreur. Paniqué, il rebrousse chemin en direction de sa voiture mais au moment où il se met au volant, le tueur l’assomme.
Brooke rejoint Branson. Après une étreinte torride, elle l'attache au lit et lui révèle ses véritables intentions. Brooke veut savoir où Branson se trouvait lorsque Jake a trouvé la mort. Seth lui dit qu'il avait rendez-vous avec Jake qui était prêt à lui offrir 10 000 $ pour qu'il quitte Lakewood.
La jeune femme a du mal à y croire, et menace de l'émasculer. Finalement, elle l'abandonne à son sort avec un bâillon dans la bouche quand elle se rend compte qu'il dit vrai.
Emma parle à Kieran de ses soupçons vis à vis d'Audrey. Kieran veut alerter la police mais elle l'en dissuade.
À son tour, il lui demande de ne pas se rendre à la fête foraine.
Brooke retrouve Stavo chez lui. Emma a quand même pris la résolution de se rendre au parc où Noah et Audrey sont ligotés, et se retrouvent ainsi à la merci du tueur. Noah panique et Audrey cherche à le rassurer. Noah révèle à Audrey qu'il sait tout concernant les échanges entre la jeune fille et le tueur. Il lui reproche de ne pas lui avoir fait confiance.
Emma cherche Noah. Celui-ci fait quelques confessions à Audrey. Il avoue à son amie que le fait de l'avoir embrassée l'a troublé et qu'il le souhaitait secrètement. Audrey dit à Noah qu'elle l'aime mais pas de la même façon.
Ils entendent la voix d'Emma. Audrey est surprise de sa présence mais Noah lui explique qu'ils avaient rendez-vous avec Eddie sauf qu'Audrey révèle qu'Eddie est mort.
Audrey arrive à se libérer, détache Noah et ils prennent la fuite.
Emma aperçoit le tueur qui la menace. Elle est rejointe par Audrey et Noah. Sur ces entrefaites arrive également Kieran. Kieran désapprouve le fait qu'elle lui ait menti et Emma lui demande à nouveau de lui faire confiance.
Le shérif prend connaissance des analyses du FBI, au sujet des mails. Ils proviennent de l'ordinateur d'Emma
Audrey explique à Noah pourquoi le tueur la traque : elle lui dit que c'est elle qui a attiré Piper à Lakewood afin de la convaincre de réaliser un reportage sur Brandon James. Audrey exprime ses regrets et Noah la réconforte. On découvre que Noah a laissé son podcast tourner.

### Episode 7:Piège mortel
- États-Unis : 12 juillet 2016 sur MTV
- reste du  : 13 juillet 2016 sur Netflix

- États-Unis : 395 000 téléspectateurs[9] (première diffusion)

L'épisode s'ouvre sur Eli qui s'est introduit dans une maison alors que les propriétaires dorment à l'étage.
Emma reçoit un appel de Mlle Lang mais ne répond pas. Sur cet entrefaite, Acosta tient à l’interroger sur les mails que Kevin a reçus. Tout porte à croire que quelqu'un est obsédé par Emma et la harcèle. Maggie révèle au policier, l'existence de la ferme.
De son côté, Noah tente de convaincre Audrey, de dire la vérité à Emma, ce que cette dernière ne semble pas prête à faire.
Les jeunes gens se rendent au café et tombent sur Eli, au comptoir, qui gère le service. Tandis que Zoë propose à Noah, de réviser ensemble, Audrey lui dit qu'il s'agit tout sauf de révisions mais d'un rencart. Le garçon part se préparer.
Emma se confie à Kieran, au sujet des suspicions à son égard et reproche, à son ami, d'avoir informé la police. Kiéran révèle à Emma qu'il a agi ainsi pour la protéger.
Au café, Brooke confie à Audrey ce qu'elle a fait enduré à Seth Branson. Les jeunes femmes décident d'aller le libérer.
Acosta et son adjoint se rendent à la ferme et se mettent en quête d'indices. Le shérif découvre une photo d'Emma, lorsqu'elle était petite et d'un homme qui la tient par les mains mais dont la tête a été effacée. Il décroche son téléphone et s'adresse à son interlocuteur en lui expliquant que le problème est plus grave que ce qu'ils avaient envisagé.
Emma vient prendre son service mais Eli constate qu'elle semble énervée. Elle lui dit que c'est Kieran qui la met hors d'elle et Eli lui narre les raisons de l'attitude de son cousin.
Zoë et Noah se rendent au lac. Ils se rapprochent et s'embrassent. Noah propose à la jeune femme de le retrouver, chez lui, ce que Zoë accepte.
Audrey et Brooke se rendent au motel mais elles découvrent avec stupeur que Branson a disparu. Brooke reçoit un sms de Branson qui lui propose de la retrouver au lycée afin qu'elle lui fasse des excuses. Audrey soutient qu'il s'agit d'un piège. Une caméra placée dans la chambre, les filment.
Au café, Emma rencontre Mlle Lang qui s'excuse de l'avoir enfermé dans son bureau. L'enseignante réitère sa proposition d'aide et informe Emma qu'elle se rend au lycée pour corriger des copies et qu'elle reste à son écoute.
Eli propose un dîner à la jeune femme afin qu'elle puisse se détendre et se changer les idées. Il la taquine lorsque Kieran les surprend. Il ne manifeste pas sa présence mais ne semble pas voir ce rapprochement d'un bon œil et s'empresse de sortir. Emma accepte la proposition d'Eli.
Au lycée, Lang écoute les cassettes qu'elle a réalisée en secret d'Emma. Noah se rend à l'échoppe pour acheter des préservatifs et se fait conseiller par la gérante.
Audrey tente en vain de le joindre et Brooke stresse à l'idée de revoir Branson. Audrey tente de la convaincre de ne pas se rendre au rendez-vous mais Brooke veut aplanir les choses. Audrey envoie un sms à Emma demandant à lui parler mais reçoit en guide de réponse, un message du tueur qui lui signifie qu'elle doit se rendre seule à l'école, sous peine de voir la vidéo où elle se tient prêt du corps de Jake, dévoilé.
Lang qui enregistre ses notes, entend du bruit. Elle reçoit un appel du tueur qui lui confie que Branson est dans le hall et l'attend. Elle s'y rend mais ne trouve rien. Elle retourne dans son bureau et découvre qu'il a été dévasté.
Elle en sort et tombe sur le tueur qui lui montre la main de Seth. Alors qu'elle tente de fuir, elle voit Branson à terre qui lui dit de courir. Le tueur se trouve juste derrière elle et alors qu'il tente de la poignarder, rate son coup et frappe mortellement Branson.
Alors que Lang monte les escaliers qui mènent à la sortie, le tueur l'attrape et la projette violemment au sol, provoquant un important traumatisme. Le tueur cherche à terminer son œuvre, mais il est interrompu par un homme d'entretien et s'enfuit.
Le concierge tente de porter secours à Lang et tombe sur Audrey qui a réussi à convaincre Brooke de la laisser prendre les devants. Brooke se précipite au secours de la professeure en enjoignant Audrey, à appeler des secours rapidement.
Noah et Zoë se retrouvent chez le jeune homme. La jeune femme demande à boire et alors que Noah va chercher ce qu'il faut, elle tombe sur le podcast d'Audrey et se l'envoie par e-mail. Eli emmène Emma dans une zone désaffectée.
Noah et Zoé commencent à s'étreindre quand Audrey débarque, provoquant un grand malaise et la fuite de Zoë.
Eli et Emma se rendent dans une maison abandonnée. Eli veut aider Emma à prendre du recul. Le jeune homme explique à Emma qu'il aime se faire peur en entrant par effraction au domicile d'autrui. Dans la salle de bain, on découvre les cadavres d'Eddie, le gérant du motel et de Seth Branson.
Audrey narre à Noah, les derniers événements et ils échafaudent des hypothèses quant aux motivations du tueur. Audrey se rend compte qu'elle aurait pu faire partie des victimes si le concierge n'était pas intervenu.
A la ferme, Maggie rejoint Acosta qui lui montre la photo. S'ensuit une intrigante discussion au sujet d'Emma et du passé.
Eli et Emma parlent de Kieran. Il explique que Kieran a une tout autre attitude qu'à Atlanta. Les jeunes gens se rapprochent tandis qu'on entraperçoit furtivement, une ombre. Eli tente d'embrasser Emma mais celle-ci refuse car elle est en couple avec Kieran et veut arranger les choses. C'est alors que l'alarme incendie se met à sonner. Il y a le feu devant mais aussi derrière la maison. Ils arrivent à fuir par le garage.

### Épisode 8:Le Village des damnés
- États-Unis : 19 juillet 2016 sur MTV
- reste du  : 20 juillet 2016 sur Netflix

- États-Unis : 362 000 téléspectateurs[10] (première diffusion)

L'épisode débute sur un nouvel épisode de la "Morgue" qui annonce par ailleurs, l'ouverture des cérémonies de Lakewood. De son côté, Audrey est réveillé par un liquide coulant sur sa joue. Elle découvre une inscription au plafond, en lettres de sang : "12 morts" et sur le miroir : "Personne, ne te pardonnera !".
Audrey en parle aussitôt à Noah et le jeune homme lui demande de s'ouvrir à Emma afin de soulager sa conscience.
Au Lycée, Emma souhaite parler à Eli. En salle d'étude, Stavo, Zoë, Noah et Audrey tentent de se concentrer sur leurs révisions mais la conversation dévie inévitablement sur l'agression de leur professeur. C'est alors que dans le haut-parleur, surgit la voix du maire, s'adressant aux étudiants et tentant de les rassurer.
Le groupe trouve les fêtes dérisoires au regard des derniers événements mais Brooke les encourage, à venir afin de la soutenir. L'adjointe du shérif ramène à Acosta, les effets de Lang et celui-ci, découvre parmi les enregistrements, une cassette portant le nom de son fils. Acosta est interpellé par son adjoint Dwayne qui lui dit que sa présence est requise sur le lieu de l'incendie. Le policier s'empresse de cacher l'enregistrement concernant Stavo.
L'enquête dans la maison calcinée révèle la présence de deux cadavres. Quelqu'un veut voir Acosta : Il s'agit d'Emma qui lui explique que Eli et elle étaient présents, au moment de l'incendie. Le shérif la met en garde contre Eli qui a déjà fait l'objet d'une mesure d'éloignement, à Atlanta. Acosta lui dit aussi que Kieran ne cherche qu'à la protéger en collaborant avec ses services. Il demande ensuite à s'entretenir avec Maggie et charge Dwayne de surveiller Emma.
Acosta veut réintégrer la médecin-légiste afin qu'elle l'aide à identifier les cadavres et trouver des réponses. À la sortie du poste, Eli attend Emma. Il lui propose un déjeuner mais celle-ci décline l'invitation.
Au lycée, Brooke et Zoë assistent à une réunion de préparation de cérémonie. Elles concluent un pacte. Acosta, écoute l'enregistrement de son fils et semble perturbé par ce qu'il entend. Il s'empresse de fouiller la chambre de Stavo, à la recherche du masque. Stavo entre au même moment et père et fils se querellent.
Emma et Kieran se réconcilient mais le jeune homme se met en colère au sujet des révélations de son cousin. La jeune femme tente de l'apaiser et veut faire en sorte, de leur donner, une nouvelle chance.
Pendant ce temps, Audrey reçoit une photo d'elle en train de dormir et un appel du tueur qui la menace de nouveau. Audrey propose à Emma de l'accompagner à la fête foraine, espérant pouvoir lui parler. Brooke aide Zoë à se préparer. Noah vient encourager sa dulcinée. Ils sortent faire un tour, laissant Brooke, à sa solitude. Stavo débarque et lui propose de fuir mais la jeune femme refuse.
Emma et Audrey croisent Eli qui cherche à convaincre la première, de ses intentions honorables. Kieran s'interpose et lorsque son cousin le menace, il lui assène plusieurs coups de poing.
Emma encore choquée, par l'altercation entre Kieran et son cousin, confie à Audrey, que ce dernier a déjà fait l'objet d'un précédent. Les deux jeunes femmes portent dès lors leurs soupçons sur lui.
Zoë fait son discours puis vient le tour de Brooke qui ivre morte, se lance dans une improvisation et reproche, à Lakewood, sa frivolité. Elle évoque notamment la perte de Jake.
Pour sa part, Maggie fait état de ses analyses : l'un des deux cadavres est Seth Branson. Acosta fait un parallèle entre la mort de Seth et un dessin de Stavo montrant l'ex-enseignant attaché à un lit.
Brooke se réfugie dans sa loge, effondrée. Ses amis ont trouvé son discours émouvant et honnête. Son père tente de la calmer et l'emmène.
Emma reçoit un SMS de Kieran lui demandant de le rejoindre à la grande roue. Audrey constate que son amie a disparu. Emma se rend à la roue et reçoit un appel du tueur qui menace de s'en prendre à son ami. Il lui envoie une vidéo où on voit le garçon, bâillonné.
Le tueur pousse Emma à pénétrer dans la maison de l'horreur. Audrey se met en quête d'Emma et reçoit une vidéo de celle-ci pénétrant dans la maison. Emma poursuit ses investigations, suivi de l'adjoint Dwayne qui reçoit un appel du shérif, s'enquérant du sort de la jeune femme.
C'est alors que Dwayne est violemment poussé par le tueur contre une paroi de verre. Emma lui porte assistance mais l'ombre du tueur se révèle dans les bris de verre. Elle s'empare du pistolet de l'adjoint et tire sur le tueur, en vérité, son reflet dans un miroir, provoquant sa fuite.
Les services du shérif débarquent sur les lieux, prêts à intervenir. Mais alors qu'ils s'apprêtent à entrer dans la maison, un individu portant la tenue et le masque du tueur en surgit, suivi par Emma qui le met en joue et hurlant vouloir savoir où se trouve Kieran.
Le shérif lui ordonne de déposer son arme et découvre que sous le masque, se trouve Kieran, bâillonné. Emma est arrêtée sous les yeux de ses amies et de la foule réunie.
Peu après, Kieran reçoit les premiers soins. Emma s'excuse. Kieran lui confie qu'il se sent responsable de l'accident de voiture où sa mère et son beau-père ont péri. Alors que Kieran se trouvait dans la voiture et se disputait avec son beau-père, la voiture a quitté la route.
Audrey et Noah parlent de la vidéo qu'elle a reçu du tueur et la première est déterminée à révéler la vérité à Emma. Noah félicite Zoë pour l'obtention du titre de "Dame du Lac". Ils s'enlacent mais perturbée par les sonneries à répétition du portable de Noah, Zoë s'éclipse, préférant remettre leurs ébats à un moment plus propice.
À la fin de l'épisode, alors que Brooke dort, quelqu'un s'introduit dans sa chambre. Il s'agit de Stavo. Il semble être venu à la demande de Brooke et celle-ci s'endort dans ses bras.

### Épisode 9:L'Orphelinat
- États-Unis : 26 juillet 2016 sur MTV
- reste du  : 27 juillet 2016 sur Netflix

- États-Unis : 352 000 téléspectateurs[11] (première diffusion)

- Amelia Rose Blair : Piper Shaw

L'épisode s'ouvre sur Emma descendant les escaliers de chez elle et tombant nez à nez avec Noah, Kieran et Audrey, réunis dans le salon. Elle cherche à leur échapper. et à bout, s'empare d'un couteau de cuisine et les poignarde tour à tour. Emma est ramenée à la réalité par sa mère, constatant qu'il s'agit d'une crise de somnambulisme alors qu'elle errait dans la cuisine et s'était réellement emparé d'un couteau.
Au petit matin, Emma se confie à Kieran qui s’avère compréhensif. Audrey regarde tristement des photos où elle pose avec Brooke et Emma tandis que le shérif constate que Stavo a découché.
Acosta appel son fils qui se réveille aux côtés de Brooke. Les jeunes gens s'enlacent mais Brooke refuse d'aller plus loin car elle n'a pas encore fait le deuil de Jake. Stavo reçoit un sms de son père lui enjoignant de regagner le bercail. Il prend dans les affaires de Brooke, un rouge à lèvres.
Au lycée, Emma, Brooke et Kieran demandent des explications à Noah au sujet du podcast d'Audrey. Noah est surpris qu'Emma l'ait reçu par mail. il regarde le message signé par « Ami secret » et tente de remonter la source.
Audrey surgit et souhaite s'expliquer avec Emma. Les deux jeunes femmes ont alors, une violente altercation.
Kieran incite Emma à récupérer ses affaires afin de quitter l'établissement mais lorsqu'elle ouvre son casier, elle découvre une cassette avec affiché dessus, « Emma 4 » et un mot : « Écoute moi ! ».
Audrey et Noah se disputent également. Audrey soupçonne Zoë d'être à la base de l'envoi du podcast, ce qui heurte Noah qui lui donne rendez-vous chez lui afin de lui prouver le contraire. Emma et Kieran écoutent la cassette et comprennent que l'enregistrement a été réalisé à l'insu de la jeune femme. Lang y fait part de ses observations et ils en concluent que la psychologue était obsédée par Emma.
Noah tente de prouver à Audrey qu'elle a tort. Il a également invité Zoë. Audrey et Zoë s'envoient des piques. Audrey dit à Zoë, qu'elle pense que c'est elle qui est à l'origine de l'envoi et celle-ci révèle qu'elle s'est envoyé à elle-même le podcast afin de pouvoir mieux l'écouter. Noah tente de remonter l'adresse IP de l'ami secret.
Maggie fait part de ses dernières analyses et a identifié le deuxième corps comme celui d'Eddie. Acosta parle à Maggie de ses doutes concernant Stavo et de la tragédie impliquant son fils, à Phoenix. Il lui montre les dessins que Stavo a réalisé, rappelant, les agissements du tueur.
Emma et Kieran se rendent à l’hôpital dans l'espoir de confronter Lang. Mais celle-ci fait une crise de panique quand elle voie Emma. Dans le couloir, la jeune femme observe un bouquet de marguerite, et fait le lien avec Brandon James. La carte sur les fleurs est adressée à Lang, de la part de Piper.
Kieran s'introduit à nouveau, dans la chambre et s'empare du trousseau de clé de Lang avant d'être surprit par une infirmière qui l'invite à laisser la patiente se reposer.
Pendant ce temps, Stavo pénètre dans le bureau de son père et fouille dans ses dossiers. Il découvre les éléments que son père recèle, notamment les traces de conversation entre Jake et Quinn Maddox mais aussi le dossier que le policier a constitué sur son fils et dans lequel, il formule ses doutes. Cela semble troublé Stavo qui quitte la pièce.
Noah découvre que l'adresse IP d'"Ami Secret" appartient à Zoë. Audrey s'en prend donc à Zoë mais Noah la défend.
Audrey, furieuse, quitte la chambre et Noah et Zoë finissent par coucher ensemble. Kieran et Emma s'introduisent au domicile de Lang et trouvent une mystérieuse photographie montrant que Lang connaissait Piper car elles fréquentaient le même orphelinat, celui des "Sœurs de la Bénédiction".
Noah découvre un mouchard planqué dans sa chambre, par le tueur. Emma et Kieran font part de leur découverte à Noah et Zoé. Les jeunes gens se donnent rendez-vous, à l'orphelinat.
Au même moment, Stavo informe Brooke que son père avait conclu un marché avec Jake, le jour même de sa mort. Brooke confronte son père. Audrey tente d'écrire un message d'excuse à Emma quand elle reçoit un appel du tueur qui menace de s'en prendre à Noah.
Emma, Kieran, Zoë et Noah arrivent à l'orphelinat. Une fête bat son plein et il semblerait que l'invitation vienne d'Emma et Audrey. Audrey se rend elle aussi à l’orphelinat et tente de joindre Noah, sans succès.
Noah et Zoë cherchent à couper le courant tandis que Kieran contacte les services du shérif. Emma tente auprès d'Hailey, d'obtenir des réponses. Hailey lui explique qu'elle n'a fait qu'aider un ami spécial et reste évasive. Emma perd sa trace dans la foule quand elle tombe nez à nez avec Audrey.
Haley se trouve dans la réserve et reçoit la visite du tueur alors qu'Audrey informe Emma que Noah est la prochaine cible. Haley témoigne son affection au tueur mais celui-ci poignarde sauvagement la jeune fille qui succombe à ses blessures.
Zoë et Noah coupent le courant plongeant les lieux dans le noir. Emma et Audrey se disputent de nouveau mais reçoivent le même sms : "Va à l'étage avant que ta moitié pourrisse". Elles s'y précipitent. Les jeunes femmes découvrent des photos de Piper sur les murs et finissent par trouver son cadavre.
A la fin de l'épisode, alors que les services du shérif interviennent, Audrey fait son mea-culpa. Emma sait que le tueur voulait qu'elle et Audrey trouvent Piper car elles sont responsables de sa mort. Stavo rejoint Brooke dans la chambre d’hôtel qu'elle a loué, ne supportant plus la trahison et les mensonges de son père.

### Épisode 10:L'Homme qui voulait savoir
- États-Unis : 2 août 2016 sur MTV
- reste du  : 3 août 2016 sur Netflix

- États-Unis : 316 000 téléspectateurs[12] (première diffusion)

- Amelia Rose Blair : Piper Shaw

L'épisode débute par l'autopsie du corps de Piper par Maggie, sous l’œil attentif du shérif Acosta. Maggie découvre un cœur de cochon dans un des orifices du cadavre.
Emma se retrouve avec Audrey et lui demande la vérité. Celle-ci lui révèle qu'elle savait que Piper était sa demi-sœur et que le soir où Rachel est morte, elle était avec Piper, au Crescent Palms, pour parler de Brandon James. Audrey pensait que Piper était son amie.
Emma lui reproche ses mensonges mais Audrey pensait réaliser un documentaire, sur la vie de Brandon James, en mettant en exergue, l'hypocrisie de Lakewood. Emma a l'intuition qu'Audrey ne lui dit pas tout et quitte la pièce, excédée.
Au commissariat, Acosta s'entretient avec Maggie. Le shérif pense que Brandon James est de retour, ce que Maggie continue à nier. Elle fuit la discussion.
Le policier a un flash-back où il vient en aide à Maggie, lorsqu'ils étaient adolescents.
Au lycée, Noah s'inquiète de l'absence de Zoë et lui laisse un message. Elle lui répond par sms et lui dit être au lac. Noah se propose de la rejoindre, ce qu'elle accepte.
Sur place, le jeune homme ne la voit pas et s'ensuit un jeu de cache-cache. Mais alors que Noah pénètre dans les bois, Zoë ne se montrant pas, il commence à paniquer.
Il reçoit un appel de Zoë mais il s'agit en réalité, du tueur, qui a kidnappé la jeune femme. Le tueur menace Noah. Celui-ci terrorisé, tente de se cacher mais le tueur le poignarde et l'assomme.
De son côté, Audrey s'inquiète de l'absence de son ami et en parle à Emma. Elles reçoivent le même message du tueur montrant Noah suivi d'un appel les mettant au défi de le sauver. Noah se réveille, pris au piège et suffocant. Une caméra le filme. Le garçon,appelle à l'aide, sans succès et s'adresse, à la caméra. Il entend une autre voix, vraisemblablement Zoë.
Emma et Audrey cherchent des indices quand elles reçoivent un nouvel sms du tueur : "Noah pensait avoir les réponses. A vous de comprendre son erreur." Elles en déduisent que les indices se trouvent sur le tableau des meurtres.
Le shérif retourne à la ferme et lui revient en mémoire le passé. On le voit plus jeune avec Maggie, déposer Brandon James chez lui et enfouir dans la terre, un couteau. En pénétrant dans les lieux, le policier entend du bruit à l'étage et décide de monter. Il y découvre une pièce secrète renfermant de nombreux effets, notamment des photos d'Emma. Alors qu'il inspecte la pièce, une mystérieuse silhouette l'observe à l'extérieur.
Emma et Audrey fouillent la chambre de Noah et le tableau. Un message y est inscrit : "Qu'est-ce que révèlent les obsessions de Noah ?"
Les jeunes femmes s'évertuent à en comprendre la signification quand Emma trouve une lettre d'Audrey adressée à Piper et dont le contenu est d'une grande violence. Emma, choquée, la dissimule. En se creusant la tête, elles découvrent une jonquille fanée dans une poche plastique, derrière le tableau. Audrey en soupçonne la provenance.
Noah commence à faire de l'hyper-ventilation quand Zoë lui apparaît. Cette vision l'apaise. Tandis qu'Emma et Audrey se rendent aux vieilles étables, la première ressort la lettre et la montre à Audrey, renforçant le fossé qui s'est créé entre elles.
Accosta narre à Maggie, ses découvertes à la ferme et craint de plus en plus fortement que Brandon est de retour. Maggie sait comment savoir si James est bien présent, à Lakewood.
Noah rêve toujours de Zoë, lorsque l'image de celle-ci s'estompe puis disparaît provoquant une nouvelle crise chez le jeune homme. Audrey et Emma pénètrent dans la zone des étables abandonnées. C'était un lieu de retrouvaille lorsque les jeunes femmes étaient enfants. Audrey dit à son amie qu'elle y a emmené Piper et s'est beaucoup confiée à elle au sujet d'Emma. Piper lui posait beaucoup de questions ce qui surprend cette dernière. Audrey lui explique que Piper voulait mieux la connaître puisqu'il s'agissait de sa demi-sœur.
Le shérif reçoit un appel d'un mystérieux indicateur qui lui fait part d'événements douteux aux vieilles étables de la route 6. L'informateur lui dit que quelqu'un semble vivre dans la grange et qu'il y a entendu des cris.
Dans l'étable, Audrey et Emma tombent sur un cadavre de porc en décomposition. Emma reçoit une vidéo du meurtre de Jake qui a eu lieu, au même endroit. Audrey perd le signal de Noah car la caméra s'est coupée. Devant une nouvelle apparition de Zoë, Noah sombre.
Face à leur impuissance à retrouver le garçon, Emma et Audrey se querellent une nouvelle fois. Audrey explore le fond du problème, reprochant à Emma de l'avoir laissé tomber et de lui avoir brisé le cœur.
Elles entendent un cri et extirpent Noah de sous terre. Sous le cercueil où reposait Noah, se trouve une boîte et un portable recelant une vidéo où Zoë implore des secours.
Les jeunes gens se précipitent au lac, espérant la délivrer.
Entre temps, Acosta entre à son tour, dans la grange. Il voit le cercueil et une chose qui semble l'horrifié. Au lac, les amis entendent les cris de Zoë et tirent son cercueil vers la berge. Ils y découvrent Zoë, morte, noyée. La vidéo ne montrait que sa lente agonie. Noah s'effondre en pleurs.
Aux vieilles étables, les services du shérif inspectent les lieux, en quête de preuves. Sur le mur de la grange est accroché le corps du porc et la main manquante de Seth Branson.
Acosta emmène Maggie, au lac où le corps de Zoë est emporté et Noah, conduit à l’hôpital. Emma est contacté par le tueur qui savoure sa victoire. Maggie réconforte les jeunes femmes.
L'épisode se clôture sur Maggie apportant une aspirine à Emma, désespérée. Emma s'endort et Maggie se remémore le passé où Brandon James lui laissait un message dans le tronc d'un arbre du jardin. Il y est écrit : "Ne m'oublie pas".
Maggie dépose à son tour, dans le même tronc un message : "Laisse la tranquille".

### Épisode 11:Créatures Célestes
- États-Unis : 9 août 2016 sur MTV
- reste du  : 10 août 2016 sur Netflix

- États-Unis : 347 000 téléspectateurs[13] (première diffusion)

L'épisode débute alors qu'Emma et Maggie dorment à poings fermés et que le tueur s'introduit dans leur domicile et y dérobe le journal des rêves de la jeune femme, provoquant son réveil.
Emma entend la porte d'entrée se refermer et découvre l'alarme désactivée. Elle appelle sa mère.
Chez lui, Kieran s'apprête à rejoindre son amie et constate qu'Eli est encore debout.
Les services du shérif sont sur place en quête d'indices mais ne trouvent rien. Juste un cœur en bois, accroché à la poignée, au nom d'Emma.
Maggie explique à Acosta qu'elle a tenté de rentrer en contact avec Brandon James mais qu'elle ne le pense pas responsable. Elle penche plutôt pour quelqu'un connaissant leur passé et qui serait lié à Piper.
À l'hôpital, Emma, Brooke et Kieran rejoignent Audrey, au chevet de Noah. Celui-ci, encore sous le choc de la mort de Zoë, pense mettre un terme à "La Morgue".
Un peu plus tard, Brooke rejoint Stavo. Ils écoutent la conférence de presse du maire qui adresse indirectement un message à sa fille.
Dans la chambre de Noah, Kieran, Emma et Audrey s'efforcent d'effacer toute trace des meurtres comme leur a demandé le jeune homme. Kieran se demande comment ils vont identifier le tueur sans l'aide de leur ami et Emma demande à Audrey si elle lui a tout révélé au sujet de Piper, ce que confirme celle-ci. Emma trouve un article de presse évoquant la mort de Will, son ex-petit copain. Sur la photo illustrant l'article, on y voit la bande assistant à l'enterrement de Will. Un détail trouble Emma car, à l'arrière-plan, elle distingue clairement Eli, déjà présent à Lakewood à cette époque, ce qui provoque leur étonnement, surtout celui de Kieran qui ignorait tout des agissements de son cousin.
Audrey retourne voir Noah et lui remet une série de clichés de photomaton où il pose avec Zoë. Noah se confie à Audrey et décide de réaliser une dernière émission en hommage à celle qu'il vient de perdre. Audrey reçoit plusieurs messages menaçants du tueur et s'empresse de les montrer à Emma et Kieran. Emma pense qu'il s'agit d'Eli. Kieran veut provoquer une explication mais les jeunes femmes l'en empêchent.
La tante de Kieran annonce à Eli que le maire lui offre une forte somme en échange de leur départ. Elle veut quitter Lakewood avant qu'on ne découvre la vérité sur eux mais son fils s'y oppose. De son côté, le maire laisse un message à sa fille lui enjoignant de rentrer quand la musique se déclenche à l'étage. Maddox monte, pensant qu'il s'agit de Brooke. En vérité, il s'agit du stratégie d'Eli pour subtiliser des documents compromettants. Il laisse un message à l'édile : "Tu es foutu".
Acosta interroge Christine Lang sur ses liens avec Piper Shaw. L'enseignante lui dit qu'elle et Piper n'étaient pas si proches. Le shérif ajoute aussi que ses enregistrements étaient illégaux. Lang lui explique que les dessins de Stavo sont une façon pour lui de se rapprocher de son père et d'appréhender son univers fait de meurtres et de violences. Pour Stavo, c'est une façon d'exorciser. Enfin, la psychologue insiste sur le fait que celle qui représente toutes les caractéristiques d'un comportement déviant serait Emma Duval. En sortant de la chambre, le shérif envoie un message à son fils lui demandant de rentrer, sans savoir que c'est ce que Brooke et lui avaient décidé de faire.
Noah enregistre une émission à la mémoire de Zoë quand Stavo débarque. Stavo convainc Noah de ne pas arrêter son podcast et lui envoie un message. Il s'agit de plusieurs dessins représentant Noah dans sa quête du tueur.
À son domicile, Kieran s'apprête à fouiller la chambre de son cousin quand il surprend une conversation entre sa tante et son fils au sujet du chantage qu'ils sont en train de monter contre Maddox. Kieran trouve les lettres qu'Audrey a écrit à Piper et les montrent à Audrey et Emma, ce qui confirme qu'Eli est bien le tueur. Il y a également des photos d'Emma, petite.
Audrey et Emma demandent à Kieran de replacer les preuves car elles ne veulent pas éveiller les soupçons d'Eli et décident de se rendre à la ferme des James. Cependant, lorsque Kieran remet les documents à leur place, Eli l'observe.
Brooke a une discussion avec son père. Celui-ci reçoit un sms d'Eli concernant ce qu'il a découvert. Stavo fait parvenir un dessin à Brooke, la représentant. Le garçon prend ses affaires et quitte le domicile familial.
Le shérif reçoit les rapports d'analyse concernant les vieilles étables, ce qui le laisse perplexe. Noah finit d'enregistrer son podcast mais, alors qu'il le poste, il est piraté. Le fichier est un montage vidéo faisant passer Emma et Audrey pour les responsables des crimes de Lakewood, à la stupeur de leur auditoire (Brooke, le shérif et Noah).
Au poste de police, Acosta demande à son adjoint de remonter l'adresse IP de la vidéo quand Maggie l'informe que Kieran l'a alerté que sa fille et son amie se rendent aux vieilles granges. Le shérif décide de s'y rendre à son tour, emmenant Maggie.
À la ferme James, Emma fouille la maison tandis qu'Audrey fait le guet. Mais alors que la première monte à l'étage, elle découvre la pièce secrète et appelle son amie. Elles trouvent le journal des rêves d'Emma dont certains passages sont mis en exergue.
Quelque chose à l'extérieur attire leur attention : C'est Quinn Maddox qui pénètre dans l'étable car il a rendez-vous avec son maître chanteur. Mais, au lieu de conclure un marché avec son mystérieux correspondant, c'est le tueur qui s'annonce et qui l'embroche avec une fourche.
Audrey veut quitter les lieux mais Emma cherche à savoir ce que Maddox fait sur place. Elles le trouvent agonisant mais, alors qu'elles tentent de lui venir en aide, les forces de police débarquent et les arrêtent car tout semble les accuser, au grand dam de Maggie et de Kieran.

### Épisode 12:Terreur sur la ligne
- États-Unis : 16 août 2016 sur MTV[6]
- reste du  : 17 août 2016 sur Netflix

- États-Unis : 341 000 téléspectateurs[14] (première diffusion)

L'épisode débute quand Audrey et Emma sont libérées par le tueur qui provoque un accident et tue le policier chargé de les conduire au commissariat. Kristen Lang explique au shérif que les jeunes femmes ont constitué un duo maléfique.
Emma et Audrey s'introduisent dans une station-service et reçoivent un appel du tueur quand l'employé, à la suite d'un flash info, alerte les services du shérif.
Brooke reçoit une visite de Stavo. Le jeune homme soutient qu'Audrey est coupable mais Brooke refuse de l'entendre et le chasse.
Emma et Audrey cherchent une cachette. Audrey propose le cinéma. Emma s'introduit chez Kieran afin de le rassurer. Eli arrive au même moment et surprend leur conversation. Il entre dans la chambre de son cousin et se dispute avec lui car Kieran l'implique dans la tuerie. Eli menace Kieran.
Audrey et Emma écoutent l'échange, abasourdies. Elles se rendent au cinéma.
A l’hôpital, Noah reçoit la visite de Brooke et, peu après, un appel d'Emma qui clame son innocence. Brooke sait qu'elles n'ont pas tué son père et leur propose de les rejoindre. Malgré l'opposition d'Emma, Brooke et Noah s'y rendent.
Les services du shérif fouillent le domicile d'Emma. Maggie n'en croit pas ses oreilles mais pour Acosta, sa fille est la suspecte numéro 1.
Au cinéma, Brooke et Noah rejoignent les filles mais aussi Kieran. Emma reçoit un appel du tueur et le met au défi. Dans l'attente de la venue de celui-ci, le groupe se prépare avec ce qu'il trouve sur place. L'attente se fait longue quand Stavo débarque et demande à entrer. Noah et Brooke refusent mais Stavo dit avoir reçu un message de la jeune femme lui demandant de venir.
Kieran émet des doutes quant à l'arrivée du tueur mais Emma sait qu'il se joue d'eux. Dans la salle de projection, un film est diffusé regroupant l'ensemble des forfaits du tueur. Emma se précipite vers la cabine de projection afin de couper le film.
La salle se trouve plongée dans le noir. Brooke est alors poignardée par le tueur mais Emma arrive à le faire fuir en lui tirant dessus à plusieurs reprises et en le poursuivant. Elle retrouve Noah et Kieran qui aident Brooke. Kieran lui annonce qu'Audrey a disparu mais, alors que la police débarque, alertée par Noah, ses amis pressent Emma de partir.
Brooke est hospitalisée tandis que Kieran reçoit l'appel d'Emma qui se sent responsable de ce qui est arrivé. Il tente de la déculpabiliser et au même instant, Stavo rejoint Noah, en pleurs. Acosta tente maladroitement de réconforter son fils tandis que Noah lui montre l'article où apparaît Eli.
Emma reçoit un message du tueur avec une photo d'Audrey ligotée et un avertissement. Elle se rend à l'orphelinat des sœurs de la bénédiction. Kieran l'appelle au même moment et lui propose son aide mais l'héroïne veut régler la confrontation seule. Le tueur la contacte et lui confie le lien particulier qu'il avait avec Piper. Emma se faufile dans le couloir mais le tueur, en embuscade, l'attaque et la blesse. Toutefois, elle arrive à le faire de nouveau fuir. La jeune femme le poursuit et retrouve Audrey. Elle tente de libérer son amie quand Kieran surgit à la grande surprise de la jeune femme.
Kieran a réussi à localiser Audrey grâce à son portable. Il tente lui aussi de la libérer quand Eli survient, blessé. Le garçon explique à Emma que son cousin l'a poignardé et qu'il l'a dénoncé à la police. Il l'a suivi afin de venir en aide à Emma mais Kieran soutient qu'Eli s'est poignardé seul.
Emma, malgré les supplications d'Eli, ne sait pas quoi penser et l’interroge sur sa présence à Lakewood, à l'automne dernier. Eli surveillait son cousin et révèle que la mesure d'éloignement contre lui à Atlanta était du fait de Kieran. Les deux garçons s'affrontent et alors qu'Eli s'apprête à le frapper, Emma lui tire dessus. Kieran tente de la rassurer mais étrangement, ses propos ressemblent mot pour mot à ceux du tueur et d'emblée, Emma le confond.
Kieran montre alors son véritable visage et, après avoir abattu Eli qui tentait de se relever, explique que l'élément déclencheur de la tuerie de Lakewood fut la relation entre la mère d'Emma et son père qui avait successivement rejeté Piper et éloigné Kieran à Atlanta, ce qui les avait rapprochés. Piper l'avait convaincu de commettre ces massacres. Kieran savoure son triomphe. Piper est, selon lui, vengée.
Kieran se jette sur Emma mais Audrey s'interpose, lui permettant de s'échapper. Il tient en joue Audrey mais, alors qu'Emma se cache, elle réussit à le désarmer. Audrey le surprend par derrière et le maintient tandis qu'elle exhorte Emma à l'achever. Mais celle-ci s'y refuse car elle veut le voir croupir en prison.
Acosta et ses services arrêtent l’assassin et l'embarquent, mettant un terme à l'enquête.
Dans l'épilogue, trois mois ont passé et Lakewood a survécu à cette nouvelle vague de meurtres. Noah narre la suite : Brooke a trouvé refuge chez Stavo et son père. Kristen Lang s'inspire de la tragédie pour en écrire un roman et Emma et Audrey se retrouvent au cinéma, plus complices que jamais.
- Le titre de l'épisode est un hommage au film d'horreur de 1979, Terreur sur la ligne, réalisé par Fred Walton.
- À l'origine, le titre en version originale de cet épisode aurait dû être The Grudge en hommage au film d'horreur américano-japonais, puis fut renommé.
- Cet épisode est le final de la saison 2, les deux épisodes Halloween sont des épisodes spéciaux.

### Épisode 13:Halloween
- États-Unis : 18 octobre 2016 sur MTV[15]
- reste du  : 19 octobre 2016 sur Netflix

- États-Unis : 295 000 téléspectateurs[16] (première diffusion)

L'épisode s'ouvre sur le procès de Kieran. Il est condamné à la peine à perpétuité. Alors qu'il attend son transfert, ses gardiens préfèrent patienter jusqu'au départ des journalistes. Le tueur portant le masque de Brandon James s'extirpe de la gaine de ventilation où il était caché et tue l'un des geôliers. Alors que Kieran veut connaître son identité, le tueur lui tranche la gorge et l'achève.
Parallèlement, Emma et Maggie échangent au sujet de l'avenir de la jeune femme. Maggie s'inquiète pour sa fille en cette veille d'Halloween et s'enquiert des envies d'Emma quant à l'orientation qu'elle souhaite donner à son avenir. Maggie enjoint Emma à s'inscrire en prépa médecine et lui propose de profiter du week-end qui s'annonce pour visiter la faculté. Mais cette dernière ne sait pas si elle souhaite entrer à l'université. C'est alors que la sonnerie d'entrée retentit : c'est Brooke qui vient annoncer la mort de Kieran, laissant Emma de marbre.
Au Grindhouse, Stavo et Noah, qui ont uni leurs forces pour créer un roman graphique inspiré des meurtres de Lakewood et qui rencontrent un succès d'estime, sont encouragés par Jérémy, leur investisseur, à travailler sur un deuxième ouvrage. Il les invite à se concentrer sur la légende d'Anna Hobbs. Noah est réticent mais Stavo et Jérémy le convainquent de se rendre sur l’île de Shallows Groves et d'enquêter sur la tragédie.
Au lycée, Emma et Brooke sont harcelées par les journalistes. Oppressée, Emma souhaite quitter Lakewood.
Toute la bande décide, par l'intermédiaire de Noah et Stavo, de se rendre pour un week-end sur "Shallow Groves" dans un manoir loué pour l'occasion par Jérémy.
C'est donc tout naturellement qu'Audrey propose à sa nouvelle copine, Gina, de se joindre à eux. Celle-ci refuse l'invitation en prétextant un impératif. Audrey souhaite rester mais Gina la pousse à y aller.
Sur place, le groupe prend possession de sa location. Chacun s'installe : Audrey appelle Gina pour prendre de ses nouvelles. Brooke évoque son déménagement à New-York. Stavo en déduit qu'elle ne souhaite pas qu'il la suive, déclenchant une dispute.
Un peu plus tard, Audrey et Emma arpentent les environs. Audrey souhaite savoir comment se porte son amie et comment elle vit la mort de Kieran quand elles arrivent devant un salon de tatouage. Emma veut en faire un.
Au musée d'histoire locale, Jérémy, Noah et Stavo discutent avec le conservateur qui détient les effets d'Anna Hobbs. Ils parcourent le journal du comptable de l'époque qui semble remettre en question certains faits de la légende officielle. Afin de poursuivre leurs investigations, le trio souhaite se rendre au manoir Whitten mais le conservateur leur conseille de consulter le gardien des lieux, Billie.
Au salon de tatouage, Emma hésite sur le motif qu'elle souhaite se voir réaliser. Audrey interpelle un jeune homme qui conseille à Emma un tatouage portant l'inscription : "Carpe Diem", ce qui semble séduire l'héroïne. Le jeune homme sort mais Emma se rend compte qu'il a emporté par mégarde leur sac d'achats et le suit pour le lui rendre.
Au musée, le conservateur surprend du bruit et, alors qu'il constate la disparition du sécateur ayant servi aux meurtres, il est sauvagement assassiné.
Ignorant cela, les filles prennent du bon temps et Emma retrouve le jeune homme de l'épicerie qui se présente comme Alex Whitten. Il la convie à un déjeuner le lendemain sur son bateau.
Stavo, Noah et Jérémy sont en quête de Billie. Ils échangent avec elle et Stavo la convie à les joindre pour le dîner. C'est donc sur la plage qu'elle retrouve la bande et attire l'attention de Brooke en se rapprochant de Stavo. Un mystérieux personnage portant le masque d'Anna Hobbs les observe.
Emma interroge Billie au sujet d'Alex et celle-ci finit par leur narrer les meurtres sur l’île. La gardienne leur propose de leur faire visiter le manoir Whitten et conclut la soirée en demandant à Stavo de la raccompagner, provoquant la jalousie de Brooke. Billie tente d'embrasser le jeune homme mais il repousse ses avances. Finalement, alors qu'elle regagne son bungalow, elle est également tuée.
Le lendemain, Emma rejoint Alex sur son bateau. Leurs histoires familiales se rapprochent et les rapprochent.
Tandis que Noah, Audrey et Stavo arrivent en vue du bungalow de Billie, ils constatent sa disparition et les traces laissées par son agression. Ils alertent le shérif qui, à son tour, lance un avis de recherche concernant Billie mais aussi Jérémy qui ne donne pas signe de vie. Mais alors qu'un orage menace, le policier leur conseille de se mettre à l'abri.
Alex raccompagne Emma. Ils finissent par s'embrasser. La jeune femme constate que ses amis ne sont pas présents dans la maison quand le téléphone sonne révélant un mystérieux interlocuteur qui lui dévoile la présence du cadavre de Billie sur le patio et la menace.
Alors qu'il se rend au chalet de la bande, le shérif est contraint de s'arrêter car une masse est allongée sur la voie. C'est un stratagème du tueur qui le décapite.
Au chalet, la bande fait le point et Audrey suppute que les meurtres sont l'œuvre de Jérémy. Soudain, ils entendent des cris et se rendent à l'entrée, où ils découvrent Gina, les mains ensanglantées, choquée et leur désignant la tête du shérif. Ils la font entrer dans la maison. Audrey tente de rassurer sa copine mais force est de constater qu'ils sont bloqués sur l’île jusqu'au lendemain, à la merci du tueur.

### Épisode 14:Halloween II
- États-Unis : 18 octobre 2016 sur MTV[15]
- reste du  : 19 octobre 2016 sur Netflix

- États-Unis : 295 000 téléspectateurs[16] (première diffusion)

La bande trouve refuge au manoir Whitten où Alex accepte de les conduire à son bateau afin de regagner le continent mais, à leur grand désarroi, l'embarcation a disparu.
Ils retournent donc au manoir et tentent de trouver un moyen de communication. Audrey pense toujours que le tueur est Jérémy et Emma les encourage à se tenir prêts à accueillir l'assassin. Stavo et Noah veulent réparer la radio de la camionnette d'Alex. Pendant ce temps, Emma parle de la tragédie de Lakewood au jeune homme.
Gina et Audrey ont une explication. Audrey soupçonne sa copine et Gina pense qu'Audrey ne veut pas s'investir dans leur relation, cherchant un prétexte pour rompre.
Sur ces entrefaites, débarque Jérémy qui leur enjoint de le laisser entrer. Sous la menace d'une arme, il leur raconte sa rencontre avec le tueur et la fuite qui s'est ensuivie.
Noah et Stavo tentent en vain de réparer la radio du van tandis qu'Alex continue de séduire Emma. Un peu plus tard, la jeune femme gagne l'étage et découvre une inscription sur le mur, en lettres de sang:"Jamais".
Audrey et Gina ont une nouvelle crise car la dernière accuse sa copine d'être plus attirée par Emma. Gina est obligée de révéler qu'elle était présente sur l’île depuis la veille et qu'elle avait surpris Emma et Audrey ensemble, éprouvant du ressentiment. Emma les interrompt et montre l'inscription à Audrey.
Dans le van, Stavo analyse Noah. Il pense que son syndrome de la page blanche provient du fait que Noah se sent coupable d'exploiter les meurtres de Lakewood et d'être encore en vie. Ils arrivent à réparer la radio et à alerter les autorités.
Jérémy découvre une photographie du vrai Alex Whitten et se fait lui aussi poignarder. Explorant la bibliothèque, le groupe trouve un album photo appartenant au précédent propriétaire des lieux et un passage secret menant à la maison des Hobbs.
Noah échafaude un autre scénario quant à la tuerie d'Anna. Selon lui, il ne s'agit pas d'un acte de folie mais plutôt de légitime défense. En effet, Anna n'a cherché qu'à échapper à Whitten après qu'il a tenté de l'agresser sexuellement et qu'il ait tué sa mère et son frère. C'est Mme Whitten qui, pour tenter de sauver les apparences, a déplacé le corps de son époux et a monté de toutes pièces le scénario.
Après plusieurs fausses pistes commises par le mystérieux tueur masqué, Emma découvre que le tueur n'est autre que Tom Martin qui a donc pris l'identité de Alex Whitten après qu'il l'ait tué et enfermé dans le sous-sol du Manoir Noah Brooke, Stavo et Audrey. Tom Martin révèle qu'il est le tueur et qu'il a tué Alex, Sid, Billie Champ, le Shérif Carpenter et Jérémy Blair. Tom explique qu'il a commis tous ces meurtres uniquement pour Emma et qu'il est amoureux d'elle. Il lui explique qu'ils sont semblables, révélant ainsi que ses vrais parents ne sont pas morts dans un accident d'avion mais qu'ils ont effectivement été assassinés devant lui. Il ajoute qu'il s'est servi de Jérémy en lui envoyant un email sur la légende d'Anna Hobbs afin de réanimer le mythe et que, grâce à tout ça, il savait qu'elle allait venir avec ses amis.
Emma joue dans un premier temps la comédie puis arrive à le tuer en lui poignardant le dos avec la cisaille et par la suite en le poussant violemment du balcon où il est tué sur le coup.
À la fin de l'épisode, Audrey et Gina se réconcilient. Noah accepte de continuer sa collaboration avec Stavo afin, dit-il, de pouvoir représenter les victimes et Brooke demande à Stavo de la suivre à New-York.
Emma se fait tatouer son nom de famille sur son poignet, en présence de Brooke et d'Audrey. Plus tard, elle remplit un dossier de candidature pour intégrer l'université de Lakewood, sous l’œil attendri de Maggie.